# Sicco Polenton
Sicco Polenton est un littérateur et humaniste italien de la Renaissance.

## Biographie
Né vers la fin du XIVe siècle à Padoue, il eut pour instituteur Jean de Ravenne, qui lui fit faire de rapides progrès dans ses études. Il fut nommé chancelier du sénat en 1413 et fut témoin de la découverte du tombeau qu’on crut être celui de Tite-Live. À cette occasion la joie des Padouans se manifesta par des fêtes dont Sicco rendit compte à Niccolò Niccoli dans une lettre publiée dans les Origines Patavinæ de Pignoria. Polenton consacrait à l’étude tous les loisirs que lui laissaient ses fonctions et les soins qu’il devait à sa famille. Il mit en latin les Statuts de la ville de Padoue et mourut en 1463.

## Œuvres
De toutes ses productions, la plus considérable est intitulée De scriptoribus illustribus latinæ linguæ. Cet ouvrage, divisé en dix-huit livres, avait coûté vingt-cinq ans de travail à l’auteur ; les copies en sont multipliées en Italie, où personne encore ne s’est avisé de le publier. J. Erh. Kapp en promettait une édition en 1733 ; mais le judicieux Tiraboschi regarde cette compilation comme peu digne d’être offerte au public. On en a extrait la Vie de Sénèque, dont on trouve une version italienne à la tête de la traduction du Traité des bienfaits par Benedetto Varchi, Florence, 1574, in-8° ; la Vie de Pétrarque, publiée par Tomasini dans le Petrarcha redivivus ; et celle d’Albertino Mussato, insérée par Muratori dans le tome 10 des Scriptor. Rerum italicarum.
Les autres ouvrages de Polenton les plus remarquables sont :
- Vita sive legenda mirabilis sancti Antonii de Padua, confessoris Christi (Padoue), 1476, in-4°, très-rare (Voy. le Cat. de Gaignat, n° 2794) ;
- Argumenta aliquot orationum Ciceronis, imprimé à la suite des Commentaires d’Asconius sur les discours de Cicéron, Venise, 1477 (édit. princeps) ; et Lyon, 1554, in- fol. ;
- Catinia a Giacomo Badoaro Perugino, comedia, scritta in prosa volgare, Trente, 1482, in- 4°, très-rare. Polenton avait composé cette pièce en latin et l’avait, dit-on, intitulée Lusus ebriorum. Elle a été traduite par l’un de ses fils dans un dialecte qui tient du vénitien et du padouan. Catinio est le nom du principal personnage. Cet ouvrage, dans lequel on n’aperçoit aucune division d’actes ni de scènes, est, selon Apostolo Zeno, la plus ancienne comédie en prose italienne qui ait été imprimée (voy. les notes d’Apostolo Zeno sur la Biblioth. de Fontanini, t. 1er, p. 358).

On cite encore de Polenton différents ouvrages restés en manuscrit : Exemplorum memorabilium libri 6 ; un traité De la confession ; un livre contre les joueurs, etc. On peut consulter pour plus de détails l’Historia gymnas. Patavini de Papadopoli et la Bibl. mediæ et infimæ latinitatis de Fabricius. Jean-Ehrard Kapp, dont on a déjà parlé, a publié à Leipzig, 1733, in-4°, une Dissertation sur la vie et les ouvrages de Polenton, chancelier de Padoue et le restaurateur de l’histoire littéraire en Italie. Lorenzo Mehus a relevé beaucoup d’erreurs dans cette pièce (voy. ses Notes sur Polenton dans l’édition qu’il a donnée des Lettres d’Ambrogio Traversari).